# Crank It Up
"Crank It Up" é o segundo single do segundo álbum Guilty Pleasured a cantora norte-americana Ashley Tisdale. O single teve seu lançamento na Alemanha em 16 de Outubro de 2009 e em toda a Europa no dia 17 de Outubro. Não teve lançamento oficial nos Estados Unidos e no Canadá. A música conta com vocais não creditados de Sean Garrett.

## Informações
A música tem batidas eletrônicas com guitarras leves em terceiro plano. A letra fala sobre uma batida que faz delirar, entrar em um tipo de frenesi, e querer "quebrar tudo".

## Videoclipe
O clipe foi dirigido novamente por Scott Speer, e foi filmado em 28 de setembro de 2009, tendo seu lançamento no canal Alemão VIVA em 5 de outubro de 2009. Nele Ashley quis mostrar que perdeu suas "asas" e que agora está mais madura e sexy. O ator Justin Baldoniand aprece no vídeo. 
No Brasil, o clipe entrou no Top 10 MTV, e atingiu a primeira posição quatro vezes, também entrou no TOP TVZ, do Multishow alcançando o primeiro lugar, quatro semanas após sua estréia na parada.

## Apresentações
Em 22 de outubro de 2009 Ashley cantou a música durante uma apresentação especial na inauguração da primeira loja de varejo da Microsoft em Scottsdale, Arizona. Também foi apresentado em um show realizado no centro comercial "Citadel Outlets" em Los Angeles, no dia 21 de novembro de 2009. 
O single voltou a ser apresentado na abertura do evento "Progressive Skating & Gymnastics Spectacular" que foi exibido pelo canal NBC, em 10 de janeiro de 2010, além de "Crank It Up" ela cantou outras músicas do álbum Guilty Pleasure, incluindo "Hot Mess", essas duas foram disponibilizadas em seu canal oficial do Youtube.

## Singles Lançados
CD Maxi Single
1. "Crank It Up" (Single Version) - 3:01
2. "Time´s Up" (Exclusive Non-Album Track) - 3:25
3. "Blame It On The Beat" (Exclusive Non-Album Track) - 3:28

International Digital Single
1. "Crank It Up" (Single Version) – 3:01
2. "Time's Up" (Non-album Track) – 3:28

## Desempenho
Logo na primeira semana se tornou o quarto single da Ashley a entrar no top 20 da Alemanha, na 19º posição, também ficou no top 40 da Áustria por cinco semanas consecutivas. 
| Charts (2009-2010)                        | Posição |
| ----------------------------------------- | ------- |
| Alemanha (Official German Charts)         | 19      |
| Brasil (Hot 100 Singles & Tracks)         | 57      |
| Áustria (Ö3 Austria Top 40)               | 22      |
| Chile (Top 100 Singles)                   | 45      |
| União Europeia (European Hot 100 Singles) | 66      |
| Ucrânia (FDR Pop Singles)                 | 3       |

Parada de fim de ano
| Chart (2007)             | Posição |
| ------------------------ | ------- |
| Alemanha Top 300 Singles | 193     |